# Fabronia abyssinica
Fabronia abyssinica là một loài Rêu trong họ Fabroniaceae. Loài này được Müll. Hal. miêu tả khoa học đầu tiên năm 1850.